# 萨比亚
萨比亚（義大利語：Sabbia），是意大利韦尔切利省的一个市镇。总面积14平方公里，人口65人，人口密度4.6人/平方公里（2009年）。ISTAT代码为002123。